# Narodna vlada Federalne Hrvatske
Narodna Vlada Federalne Hrvatske, Vlade Federalne Hrvatske, prve u nizu realsocijalističkih vlada u Hrvatskoj u Jugoslaviji. Mandat Vladi počeo je 14. travnja, a završio 21. srpnja 1945. godine.
Ključna sjednica na kojoj se raspravljalo o sastavu buduće Vlade održala se je 10. travnja 1945. godine. Sjednici su od komunista nazočili Vladimir Bakarić, Marko Belinić, Bude Grahovac, Dušan Calić, Vicko Krstulović, Maca Gržetić, Milka Kufrin i Karlo Mrazović. Ostali funkcioneri JNOF-a na sjednici bili su: Franjo Gaži, dr Aleksandar Koharović, msgr dr Svetozar Rittig, dr Stanko Silović, Stanko Škare i Ante Vrkljan. Ukupno je bilo na sjednici prisutno 14 članova Izvršnog odbora JNOF-a Hrvatske.:1013.
HSS-ovci Gaži i Rittig su predlagali da bi predsjednik Vlade trebao biti iz HSS-a, jer je velik broj pristaša HSS-a bio u predraću i mnogo je HSS-ovaca sudjelovalo u NOB-u. Argumentirali su to time što je već jedan komunist ministar za Hrvatsku u saveznoj vladi (Pajo Gregorić) pa bi u slučaju da i predsjednik vlade bude komunist Hrvati rekli da su komunisti sve uzeli. Predložili iz HSS-a mogućnost ako predsjednik vlade bude komunist, onda neka ministar za Hrvatsku u Saveznoj vladi bude iz HSS.:1014.
Komunisti su izložili svoj stav da oni moraju imati predsjednika, istaknuvši da je KP organizirala i vodila NOB čije je terete snosila. Nisu htjeli pristati na promjenu političkih odnosa, jer se su smatrali "da bi reakcija pomislila da komunisti moraju činiti ustupke". Držali su da "Ako je narod do sada imao povjerenje u rad komunista, imat će ga sigurno i ubuduće." Željeli su poslati poruku da nema povratka na staro. Obrazlagali su da i kad bi se dalo mjesto predsjednika Vlade HSS-ovom čovjeku, da bi se reklo "da se komunisti kamufliraju i da je član Izvršnog odbora HSS marioneta u rukama komunista" te je Bakarić zaključio "bolje da kod naših neprijatelja ostane strah, da naša Vlada bude »pesnica za reakciju«". Karlo Mrazović i Marko Belinić dali su izjave u duhu da su prošla vremena kad se baukom komunizma plašilo "narod Hrvatske" te da "Narod više ne dijeli komunistu od Hrvata, jer komunisti nisu anacionalni.":1014.
HSS-u su dani visoki položaji, "da se vidi da HSS sudjeluje u borbi i da su pravi pristaše HSS-a prvi suradnici komunista".:1016. HSS-ovi predstavnici su pristali da predsjednik bude komunist.:1014.
Raspravu je potaknulo pitanje o nadležnosti ministarstva za pomorstvo i ribarstvo Vlade Federalne Hrvatske, jer je i Savezna vlada:1015. imala važne nadležnosti u toj oblasti. Ante Vrkljan iz IO HSS zastupao je gledište da bi ministarstvo pomorstva Federalne Hrvatske trebalo imati u svojoj nadležnosti obalnu plovidbu i ribarstvo, kao i pomorsku lokalnu upravu i brodogradnju, budući da Hrvatska ima četiri petine jadranske obale, s čime su se složili Rittig i Šilović. Bakarić je predložio da se hitno konzultira Savezna vlada u svezi s razgraničenjima nadležnosti u poslovima pomorstva.:1016.
Mandatar Bakarić je predložio sastav Vlade po ključu::1016.
- Predsjednik vlade treba biti Hrvat i komunist.
- Prvi potpredsjednik je isto Hrvat, a drugi Srbin. Daljnji je sastav u pitanju osnovnih razmjera.
- Prvi potpredsjednik je član HSS. Drugi potpredsjednik je Srbin.
- Unutarnje poslove preuzima komunist iz razloga da odgovornost pada i dalje na komuniste.
- Ministarstvo pravosuđa preuzimlje Srbin, "radi bratstva i jedinstva.
- Ministarstvo proisvjete preuzimlje član HSS-a.
- Čitava vlada bila bi vlada fronte i tako bi je mogli nazvati.
- Jedan vanstranački rodoljub bi ušao isto u vladu«.

Na kraju sjednice od 10. travnja Izvršnog odbora JNOF-a Vladimir Bakarić predložio je i konkretnu podjelu resora, a budući da je već bila postignuta načelna i konkretna suglasnost o sastavu Vlade, uskoro je izašao na govornicu i izjavio točno u 20 sati da je nakon konzultiranja s predstavnicima JNOF-a Hrvatske sastavio listu od 14 ministara koju podnosi na odobrenje Predsjedništvu ZAVNOH-a. Predsjedništvo je jednoglasno usvojilo predloženu listu mandatara i predsjednik Nazor je nakon toga proglasio listu ministara prve Narodne vlade Federalne Hrvatske.:1016.
Sastav vlade po resorima bio je::1016.:1017.
- predsjednik Vlade: Vladimir Bakarić
- potpredsjednici Vlade: Franjo Gaži i Rade Pribićević
- ministar unutrašnjih poslova: Vicko Krstulović
- ministar pravosuđa: Duško Brkić
- ministar prosvjete: Ante Vrkljan
- ministrica financija: Anka Berus
- ministar industrije i rudarstva: Mladen Iveković
- ministar trgovine i opskrbe: Dušan Čalić
- ministar poljoprivrede i šumarstva: Tomo Čiković
- ministar narodnog zdravlja: dr Aleksandar Koharović
- ministar socijalne politike: Jurica Draušnik
- ministar građevina: Stanko Ćanica-Opačić;

Po stranačkom i nacionalnom ključu članovi su bili::1017.
- predstavnici Komunističke partije: Vlado Bakarić, Vicko Krstulović, Anka Berus i Mladen Iveković
- predstavnici HSS-a: Franjo Gaži, Tomo Ciković, Aleksandar Koharović, Ante Vrkljan i Jurica Draušnik.
- predstavnici Srpskog kluba vijećnika ZAVNOH-a: Rade Pribićević, Duško Brkić, Dušan Čalić i Stanko Ćanica-Opačić.
- vanstranački rodoljub: Uliks Stanger

Vlada je službeno osnovana u Splitu 14. travnja 1945. godine.:1007.

## Poveznice
- Vlada Republike Hrvatske
- Izvršno vijeće Sabora SR Hrvatske
- Popis hrvatskih predsjednika Vlade
- Predsjednik Vlade Republike Hrvatske